# Noen Prasat

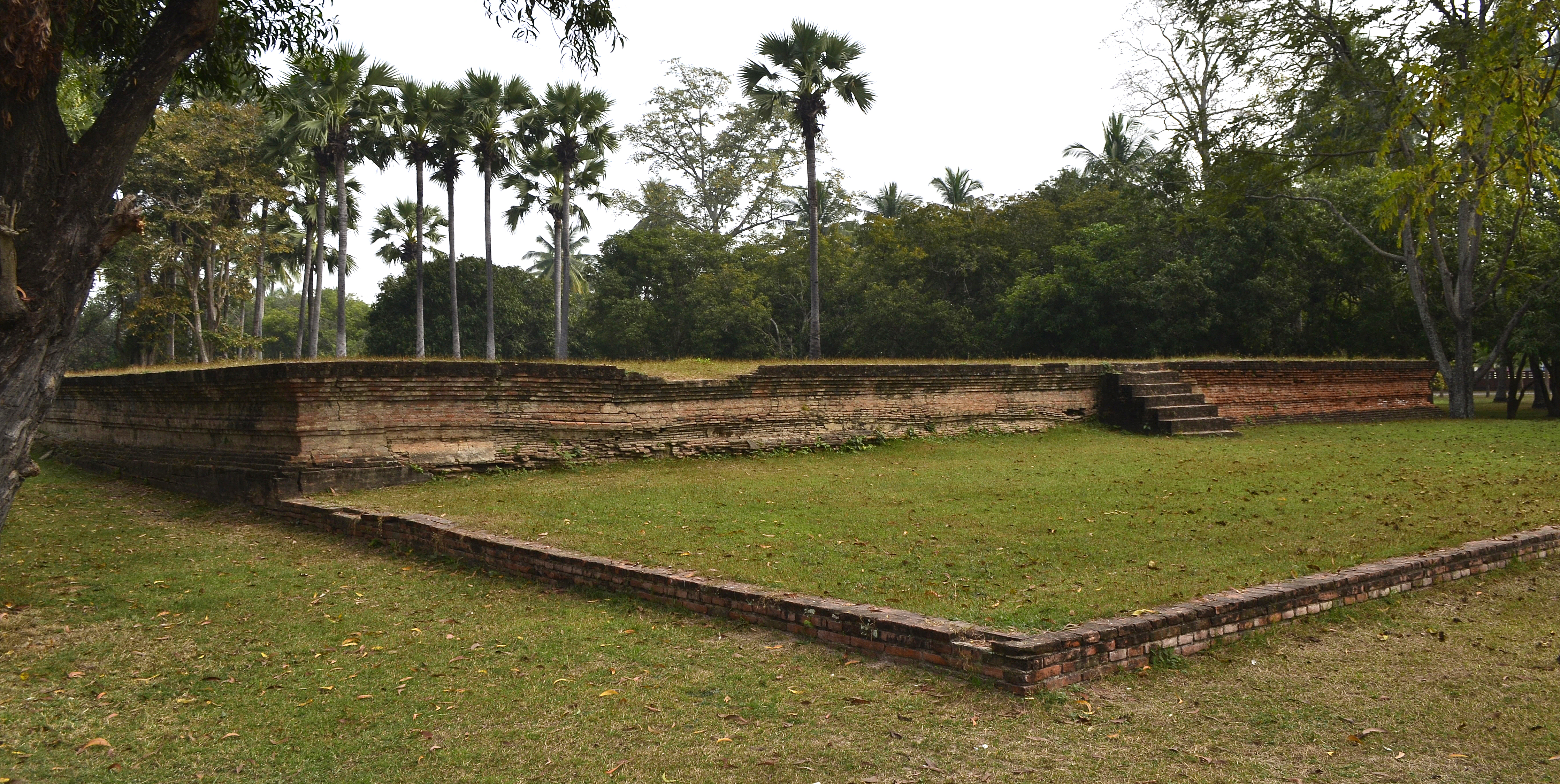
Der Palast-Hügel, Geschichtspark von Sukhothai

Auf dem Noen Prasat (Thai: เนินปราสาท – Palast-Hügel) befinden sich die Überreste des königlichen Palastes aus dem Königreich von Sukhothai.

## Lage
Der Noen Prasat ist Teil des Geschichtsparks Sukhothai, er liegt nur wenige Meter östlich vom Wat Mahāthāt, dem Haupttempel der Alten Stadt (Mueang Kao – เมืองเก่า) von Sukhothai.

## Geschichte
Der Noen Prasat wurde 1833 von Prinz Mongkut entdeckt, der als Mönch eine Pilgerreise in den Norden Siams unternommen hatte. Zunächst wurde angenommen, dass es sich hier um einen Hügel mit quadratischer Grundfläche und den Abmessungen 200 × 200 Metern handele. In der Nähe befanden sich zwei kleine Teiche. Dort fand man Reste von Terrakotta-Röhren. Wahrscheinlich wurden die Teiche vom Stausee westlich der Stadt gespeist. Im Südwesten befanden sich die Überreste einer 1,50 Meter hohen Ziegel-Plattform, auf der man Asche und Knochenreste fand. Es ist anzunehmen, dass sich hier der königliche Kremations-Platz befand.
Es war auch hier am Noen Prasat, wo Prinz Mongkut die berühmte Steininschrift von König Ramkhamhaeng entdeckte (siehe auch: Thailändische Schrift), die heute Stone Inscription No. 1 genannt wird, und deren Authentizität seit einigen Jahren von Wissenschaftlern vehement diskutiert wird. Prinz Mongkut entdeckte hier ebenfalls den so genannten „Manangasila-Thron“ (พระแท่นมนังคศิลาอาสน์), eine etwa 1 m × 2,50 m × 15 cm große Platte aus grauem Stein, die an den Seiten mit Lotos-Blütenblättern verziert ist. In der Stein-Inschrift beschreibt König Ramkhamhaeng die Vorzüge seines Reiches, und dass er diesen Stein-Thron im „Zuckerpalmen-Wäldchen“ errichtet hat. Prinz Mongkut brachte seine Fundstücke nach Bangkok, wo er sie in seinem Kloster Wat Samorai (heute: Wat Rachathiwat) aufstellte, um sie zu studieren.
Heute befindet sich die Steininschrift im Nationalmuseum Bangkok, der Manangasila-Thron wurde zunächst zur Krönung von König Mongkut im Wat Phra Kaeo aufgestellt. Heute kann er im Wat-Phra-Kaeo-Museum besichtigt werden.
Auch nach Ausgrabungen, die 1983 vom Fine Arts Department durchgeführt wurden, konnte nicht endgültig geklärt werden, welche Funktion der Noen Prasat ursprünglich innehatte. König Chulalongkorn vermutet, dass es sich aufgrund der Nähe zum Wat Mahāthāt eher um ein religiöses Bauwerk handele, als um ein säkulares. Eine weitere Theorie besagt, dass König Ramkhamhaeng hier seine Audienzen abhielt, und dass an den Uposatha-Tagen buddhistische Mönche hier predigten.

## Sehenswürdigkeiten
Vom Noen Prasat sind nur noch die Fundamente zu sehen. Sie liegen unmittelbar östlich des Wat Mahāthāt.